# الظهار الأعلى (شبام كوكبان)

تعديل مصدري - تعديل

الظهار الأعلى هي إحدى قرى عزلة الأهجر بمديرية شبام كوكبان التابعة لمحافظة المحويت، بلغ تعداد سكانها 857 نسمة حسب تعداد اليمن لعام 2004.